# Haematodendron
Haematodendron é um género botânico monotípico pertencente à família Myristicaceae. Sua única espécie, Haematodendron glabrum, é nativa de Madagáscar.
1. ↑  «Haematodendron — World Flora Online». www.worldfloraonline.org. Consultado em 19 de agosto de 2020
2. ↑  «Haematodendron Capuron». www.worldfloraonline.org. Consultado em 28 de novembro de 2022
3. ↑  IUCN (8 de janeiro de 2020). «Haematodendron glabrum: Faranirina, L.: The IUCN Red List of Threatened Species 2020: e.T70102820A70131114» (em inglês). doi:10.2305/iucn.uk.2020-3.rlts.t70102820a70131114.en. Consultado em 28 de novembro de 2022